# Johannes Nider
Johannes Nider, nemški teolog, * 1380, Švabska, † 13. avgust 1438, Colmar.
1. 1 2 3  Record #119546477 // Gemeinsame Normdatei — 2012—2016.
2. ↑  SNAC — 2010.
3. ↑  data.bnf.fr: platforma za odprte podatke — 2011.
4. ↑  Nacionalna zbirka normativnih podatkov Češke republike